# Афера по-голлівудськи (фільм, 2020)
«Афера по-голлівудськи» (англ. The Comeback Trail)  — фільм виробництва США 2020 року, з Робертом де Ніро у головній ролі. Режисер Джордж Галло. Сценаристи Джордж Галло та Гаррі Гурвітц. Продюсери Патрік Хіблер й Девід Е. Орнстон. Світова прем'єра відбулася 12 жовтня (Mill Valley Film Festival); показ у США з 13 листопада 2020 перенесений на 2021 рік. Тривалість фільму 1 год. 44 хв.

## Стислий зміст
У Голлівуді 1974 року вже не перше десятиліття намагається схопити удачу за хвіст продюсер Макс Барбер, який разом зі своїм племінником Волтером Крісоном докладає зусиль залишитися на плаву після провалу чергового «шедевра».
Все б нічого, але гроші на фільм Барбер отримав у місцевого боса мафії і їх треба повертати. З розпачу Барбер навіть вирішує продати найкращий сценарій, який коли-небудь потрапляв йому в руки — своєму колишньому учневі, який став справжнім прибутковим голлівудським ділком.
Макс опиняється на знімальному майданчику колишнього протеже, якраз коли стається нещасний випадок — гине головна зірка фільму. Дуже добре застрахована зірка фільму.
Так народжується велика Афера. Лишилося тільки звернутися до старого доброго інвестора (з кримінальним корінням) та знайти актора на головну роль у стрічку, яка ніколи не повинна потрапити на великі екрани.
Чи вийде у Макса Барбера отримати свій «убивчий кадр»?

## Знімались
- Роберт Де Ніро — Макс Барбер
- Томмі Лі Джонс — Дюк Монтана
- Морган Фріман — бос мафії Реджи Фонтейн
- Зак Брафф — Волтер Крісон
- Еміль Гірш — Джеймс Мур
- Едді Гріффін — Девід Вілтон
- Блерім Дестані — Борис
- Шеріл Лі Ральф — Бесс Джонс